# Supraklavikuläre Plexusblockade
Die supraklavikuläre Plexusblockade ist ein erstmals 1911 von Dietrich Kulenkampff beschriebenes Regionalanästhesieverfahren, das operative Eingriffe am ganzen Arm ermöglicht. Dabei werden durch die Injektion von Lokalanästhetika oberhalb (supra-) des Schlüsselbeins (Klavikula) die Nervenstränge (Faszikel) des Plexus brachialis (Fasciculus lateralis, Fasciculus posterior, Fasciculus medialis) reversibel blockiert. Die supraklavikuläre Plexusblockade, eine Leitungsanästhesie, ist ein relativ einfach durchzuführendes und nebenwirkungsarmes Verfahren. Vorteile gegenüber der axillären Blockade sind eine hohe Rate an kompletten Blockaden und eine schnelle Anschlagszeit, gegenüber der infraklavikulären Plexusblockade ein geringeres Risiko eines Pneumothorax.

## Anwendungsgebiete
Die supraklavikuläre Plexusblockade ermöglicht Operationen am Oberarm (ab dem mittleren Drittel), dem Ellbogen, dem Unterarm und der Hand. Auch eine schmerztherapeutische Anwendung ist möglich. Zu diesem Zweck wird ein Katheter möglichst nahe an den Plexus gelegt, über diesen können kontinuierlich Anästhetika verabreicht werden.
Gegenanzeigen (Kontraindikationen) sind wie bei allen regionalanästhesiologischen Verfahren Infektionen oder Tumore im Punktionsbereich, ein Horner-Syndrom oder eine Recurrensparese der Gegenseite sowie Ablehnung oder fehlende Kooperation durch den Patienten. Störungen der Blutgerinnung oder die Einnahme von gerinnungshemmenden Medikamenten sind keine absolute Kontraindikation für periphere Blockaden (bei Verwendung ultraschallgezielter Punktionstechniken).

## Durchführung
Die Durchführung erfolgt unter sterilen Bedingungen. Die Punktionsstelle befindet sich oberhalb des Schlüsselbeins. Die Identifikation der Nerven an dieser Stelle erfolgt üblicherweise ultraschallgesteuert, die Punktionsstelle befindet sich nur etwa ein bis drei Zentimeter distal der der interskalenären Blockade. Die Verwendung eines Nervenstimulators ist ebenfalls möglich, aber in neueren Untersuchungen zeigte sich eine Überlegenheit gegenüber der konventionellen Technik.
Bei Verwendung des Nervenstimulators werden etwa 40 ml Lokalanästhetikum injiziert. Bei ultraschallgezielter Blockade reichen 10 bis 15 ml Lokalanästhetikum für eine suffiziente Blockade aus.

## Nebenwirkungen
Nebenwirkungen können direkte Nervenschädigungen (toxische Effekte der Lokalanästhetika oder mechanische Verletzung mit der Kanüle) sein. Die Verwendung stumpfer Kanülen und die Verwendung des Ultraschalls reduziert dieses Risiko deutlich. Durch die versehentliche Injektion in Blutgefäße (intravasal) sind Auswirkungen auf das Herz-Kreislaufsystem (Bradykardie, Hypotonie, Kreislaufstillstand bei hohen Dosen) oder zentrale Nervensystem (Krampfanfälle, Bewusstseinsstörungen) möglich. Durch Auswirkungen der Lokalanästhetika sind Ausfälle des sympathischen Halsnervenstrangs (Horner-Syndrom), des Nervus recurrens (Recurrensparese) oder sehr selten des Nervus phrenicus (Phrenikusparese) möglich, die jedoch reversibel sind.